# ワイス (モグーリスタン)
ワイス（? - 1432年）は、東チャガタイ・ハン国（モグーリスタン・ハン国）の君主（在位：1418年 - 1421年、1425年 - 1432年）。漢語資料での表記は歪思。日本語ではヴァイスとも表記される。

## 生涯
ヒズル・ホージャの孫。シール・アリーの子。
1417年もしくは1418年に従兄のナクシ・ジャハーンを暗殺、当時のモグーリスタンの有力者であったドゥグラト部のアミール（貴族）・フダーイダードの承認のもとに即位した。即位後にビシュバリクからイリバリクに遷都、明からは国名を「別失八里」から「亦力把力」に変えたと見なされた。
即位後、明に複数回朝貢した。1420年に従弟のシール・ムハンマドが反乱を起こすとこれを鎮圧するが、翌1421年に亡命先のティムール朝から帰国したシール・ムハンマドによって追放される。1425年にシール・ムハンマドが没した後に復位した。
ワイスは在位中、北方のモンゴル高原で勢力を拡大するオイラト族とたびたび交戦した。16世紀の史書『ターリーヒ・ラシーディー』はワイスがオイラト族と61度交戦し、一度を除いてすべて敗北に終わったことを伝える。1428年にオイラト族のエセン・ハーンと戦って敗れて捕虜とされ、姉妹のマフトゥム・ハニムをエセン・ハーンの息子アマーサーンジーの妻として差し出すことを条件に釈放された。
1430年前後にはトルファンに進出、現地の支配者階級を追放し、トルファンをモグーリスタン・ハン国の直接の支配下に置いた。1432年頃にティムール朝のウルグ・ベクに追放された西チャガタイ・ハン国のハン・サートゥークがモグーリスタンに侵入する事件が起きる。ワイスはサートゥークとの戦闘中に戦死したと考えられている。

## 宗室

### 父母
- 父 シール・アリー
- 母 スルタン・ハトゥン

### 妃
- ダウラト・スルタン・サカンジ：エセン・ブカの母

### 姉妹
- マフトゥム・ハニム：エセン・ハーンの息子アマーサーンジーの妻

### 子息
- ユーヌス
- エセン・ブカ
- 娘：卜賽因の妻[10]